# 樂舜賓
樂舜賓（1529年—？），字宗堯，號吾江，浙江定海（今宁波市北仓区小港街道）人，明朝政治人物，同進士出身。

## 生平
嘉靖三十一年（1552年）壬子科浙江鄉試第八十九名。嘉靖三十八年（1559年）登第三甲第一百三十一名進士。初任江西新淦縣知縣，四十五年調河南上蔡縣。後升任工部主事，歷郎中，隆慶五年（1571年）升任廣東惠州府知府。為官清廉，有“儒風循吏”之譽。

## 家族
曾祖樂友中，祖父樂貴施，父樂愖。母鄭氏；繼母洪氏。具庆下。兄舜位。

## 詩作
- 入靈峰山寺

一亭曲入梵王家， 百折千盤路亦賒。
山鳥能知遊客意， 數聲啼上石楠花。

## 外部連結
- 北侖歷代詩詞選[永久] 寧波市北侖區人民政府網站

| 官衔        | 官衔                                  | 官衔          |
| ----------- | ------------------------------------- | ------------- |
| 前任： 陈楠 | 廣東惠州府知府 隆庆五年（1571年）上任 | 繼任： 李畿嗣 |